# Hammer Boy
Hammer Boy is een computerspel uit 1991 dat werd ontwikkeld en uitgegeven door Dinamic Software. De speler is gewapend me een hamer en moet proberen te voorkomen dat indianen de toren innemen. Het spel is gebaseerd op een stripverhaal.

## Platforms
| Jaar | Platform                                      |
| ---- | --------------------------------------------- |
| 1990 | Amiga, Amstrad CPC                            |
| 1991 | Atari ST, Commodore 64, DOS, MSX, ZX Spectrum |